# Ivo Rüthemann
Ivo Rüthemann (Mosnang, 12 dicembre 1976) è un ex hockeista su ghiaccio svizzero.

## Carriera
Nel corso della sua carriera ha indossato le maglie di HC Davos (1994-1999) e SC Bern (1999-2014).
Con la nazionale svizzera ha preso parte a tre edizioni dei Giochi olimpici invernali (2002, 2006 e 2010) e a dodici edizioni dei campionati mondiali.